# 大阪市立小松小学校
大阪市立小松小学校（おおさかしりつ こまつしょうがっこう）は、大阪府大阪市東淀川区にある公立小学校。
1947年に大阪市立新庄小学校の分校として設置され、その後1952年に独立校となった。1998年に建て替えられた校舎は、多目的室やエレベーターを設置するなど、地域への開放やバリアフリーに配慮した構造となっている。

## 沿革
- 1947年4月 - 大阪市立新庄小学校分校として設置。
- 1952年9月1日 - 大阪市立小松小学校として独立開校。
- 1952年11月 - 開校記念式典を実施。
- 1958年9月 - 校歌制定。
- 1998年10月 - 新校舎(西校舎)が完成。
- 2020年3月 - 校舎(北校舎)建て替え完了。５階建ての校舎となる。

## 通学区域
- 大阪市東淀川区 小松1丁目（一部を除く）、小松2丁目・3丁目、小松4丁目（一部）、相川1丁目-3丁目、南江口1丁目（一部）、上新庄3丁目（一部）、瑞光2丁目（一部）。

## 交通
- 阪急京都線 相川駅 南東へ約700m。
- 阪急京都線 上新庄駅北東800m。